# Omar Amiralay
Omar Amiralay (né le 20 octobre 1944 à Damas, ville où il est mort le 5 février 2011) est un réalisateur et documentariste syrien.
Omar Amiralay était ancien élève de l'IDHEC.

## Biographie
Refusant la fiction, Omar Amiralay a tourné de nombreux documentaires, souvent critiques à l'égard de la réalité de son pays et du Proche-Orient.

## Citation
« Un de mes choix a été mon engagement, depuis mes débuts dans le cinéma, dans le ﬁlm documentaire. Un genre que j’ai transformé en une approche des gens, une interprétation du réel, et une conviction intime que le cinéma peut traiter directement avec la vie, avec ses histoires et ses héros de tous les jours de manière beaucoup plus riche et plus intensive que ce qu’un simple passant comme moi serait capable d’imaginer ou de créer à partir de rien. »

— Omar Amiralay

## Filmographie
- 1970 : Film-essai sur le barrage de l'Euphrate
- 1974 : La Vie quotidienne dans un village syrien
- 1977 : Les Poules
- 1978 : Yémen, À propos d'une révolution
- 1982 : Le Malheur des uns…
- 1982 : Un parfum de paradis
- 1983 : Le Sarcophage de l'amour
- 1984 : Vidéo sur sable
- 1985 : L'Ennemi intime
- 1987 : La Dame de Schibam
- 1989 : À l'attention de madame le premier ministre Benazir Buttho
- 1991 : Le Dernier des pionniers
- 1992 : Mudarres (Le Maître)
- 1994 : Ombres et Lumières
- 1995 : Par un jour de violence ordinaire, mon ami Michel Seurat (en)
- 1997 : Il y a tant de choses encore à raconter (es)
- 1997 : Le Plat de sardines (es)
- 2000 : L'Homme aux semelles d'or (es)
- 2004 : Déluge au pays du Baas

## Récompenses et distinctions
- Primé au Festival de Berlin 1976 : Interfilm Award pour La Vie quotidienne dans un village syrien